# Lexx
Lexx är en burlesk science fantasy TV-serie i fyra säsonger, som följer en grupp udda individers äventyr ombord på Lexx, "det mäktigaste massförstörelsevapnet i de två universa". Lexx är ett organiskt levande rymdskepp, som liknar en vinglös trollslända och givit serien sitt namn. Den förstör med lätthet hela planeter och äter resterna som föda och bränsle. De fyra huvudpersonerna har stulit Lexx från galaxens onde härskare och reser i rymden till olika planeter på jakt efter ett nytt hem. 
Serien är ett kanadensiskt/tyskt samarbete från 1997 med finansiellt bidrag från brittiska Channel Five. Lexx samproducerades av Salter Street Films, senare uppköpt av kanadensiska Alliance Atlantis. Sci Fi Channel (USA) köpte serien från Salter Street Films och började sända versioner av säsong två-episoder i januari 2000.
Serien spelades in i Halifax, Nova Scotia och Berlin med vissa scener på platser på Island och i Bangkok och Namibia.

## Rollfördelning

### Besättningen
Lexx besättning motiveras i huvudsak av rädsla, lust och hunger — faktorer som gradvis alltmer kom att dominera berättelsen, vilket gjorde Lexx berömd för sina sexuella anspelningar och ofta bisarra händelseförlopp. Varje episod i de senare säsongerna tar besättningen till en ny fas av sin färd genom kaotiska, ogästvänliga universa utan legitima myndigheter, medan relationerna mellan huvudpersonerna och deras individuella historier utforskas.
Lexx besättning:
- Stanley Tweedle (Brian Downey) - fjärde klassens säkerhetsvakt på planeten Cluster, agent i ett misslyckat uppror och av en ren tillfällighet med karaktär av antihjälte, kapten på Lexx.
- Zev Bellringer är en kvinna från planeten B3K som uppfostrades på en hustrubank men dömdes till att förvandlas till kärleksslav, eftersom hon slog till sin blivande man när han förolämpade henne. Under omvandlingen till sexslav råkade en köttätande clusterödla smita in i omvandlingsmaskinen. Detta ledde till att hon i närheten av män, som hon finner attraktiva, uppträder påtagligt påverkad. Zev förvandlas till flytande protein i början av andra säsongen, men återskapas av Lyekka. Hon spelas först av Lisa Hynes, därefter av Eva Habermann efter förvandlingen.
- Xev Bellringer är Zev som har återskapats av Lyekka. Hon spelas av Xenia Seeberg.
- 790 (Jeffrey Hirschfield), ett robothuvud, som av misstag råkade få kärleksdelen av Zevs förvandling och är hopplöst förälskad i henne, därefter i senare säsonger, i Kai.
- Kai (Michael McManus), den siste av klanen Brunnen-G. Han dog för 2000 år sedan, men kroppen återupplivades för att användas som okänslig gudomlig lönnmördare. Kai är en dekarboniserad livsform, som kan tänka, röra sig, prata och följa His Shadows order.
- Lexx själv (Tom Gallant röst) med vilken Stanley regelbundet interagerar, är ett levande övervägande kvinnligt väsen. Lexx kräver näringstillförsel, vilket skapar moraliska dilemman. Lexx’ intelligens ligger någonstans mellan en flugas och Stanley Tweedles, vars röst hon blint hörsammar.
- Lyekka (Louise Wischermann), människoätande kvinnlig växt till och från ombord på Lexx. Hon äter inte besättningen på Lexx om hon inte måste.

### Skurkar
- Hans Gudomliga Skugga (His Divine Shadow) - härskare av den Gudomliga Ordningen (första serien)
- Gigaskuggan - slutet på Insektcivilisationen (första serien)
- Giggerotta -  förföljande kannibalisk dam
- Mantrid (Dieter Laser) - "supreme Bio-Vizier" med en omfattande armé av robotvapen (andra serien)
- Isambard Prince (Nigel Bennett) - härskare på planeten Eld (tredje och fjärde serien)

## De två universa
I TV-serien "Lexx," finns det två helt skilda universa: Det Ljusa Universum och den Mörka Zonen. Det Ljusa Universum var helt dominerat av Hans Gudomliga Skugga och Ligan om 20 000 planeter, medan den Mörka Zonen ofta anspelade på tillhållet för ondska, kaos och förfall. Brunnen-G levde ursprungligen i den Mörka Zonen på Brunnis, till dess att deras sol inte längre förmådde upprätthålla liv. Därefter flyttade de till Brunnis-2 i det Ljusa Universum. Jorden är belägen i centrum av den Mörka Zonen, liksom Eld och Vatten, planeter som har lånat mycket av begreppen himmel och helvete.
Att ta sig mellan de två universa är en riskabel och minst sagt skakande upplevelse. Två av Säsong 1 avsnitten och hela Säsong 3 och 4 äger rum i den Mörka Zonen, medan två av säsong 1 avsnitten och nästan alla säsong 2 utspelar sig i det Ljusa Universum.

## Rymdskeppet
Lexx, som gett namn åt serien, är en enorm vinglös trollsländehona med kapacitet att spränga planeter. Hon är ett bioskepp med eget medvetande som styrs av den person som har den speciella nyckeln i form av levande energi. Nyckeln kan flyttas från en person till en annan om personen just ska dö eller upplever sexuell njutning. Eftersom Lexx är cirka 12 km lång, hennes inre är rymligt långsmalt ihåligt används små insektoida flygtyg, malar, vilka vid behov måste användas vid planetutflykter. Hans Gudomliga Skugga födde upp Lexx och matade henne med avrättade brottslingar, amputerade kroppsdelar och annat biologiskt avfall. I säsong tre är Lexx så svag av hunger att hon bara driver omkring.
Vapnet består av energi som lagras i Lexx nervsystem och koncentreras i nosen. Lexx måste vara riktad mot målet då energin endast kan avfyras rakt fram. Om hon sprängt en planet äter hon upp resterna och separerar allt organiskt till föda åt sig själv. Lexx kan även landa på planeter för att äta av ytan.
Lexx byggdes för att bli ett terrorvapen av Hans Gudomliga Skugga men av en olycka skickades nyckeln över till Stanley Tweedle. Stanley och Zev tog chansen och rymde från planeten Cluster med hjälp av Lexx.
Lexx blir gravid i säsong fyra med en trollslända från jorden. Hon dör i sista avsnittet men ur henne föds den nya trollsländan som har samma egenskaper som sin mor och hon ger Stanley den nya nyckeln. Stan döper henne återigen till Lexx.

## Synopsis
De fyra huvudpersonerna har i säsong ett genom en rad oerhört ologiska incidenter tillsammans med några rebeller från Astral-B (Tweedle är själv en ex-rebell) lyckats stjäla Lexx från the divine order (den gudomliga orden) som har sitt högsäte på planeten Cluster och leds av Hans Gudomliga Skugga.
His Shadow är inte vidare oroad över den kommande förlusten av hans mäktigaste vapen. Han skickar ut sin lönnmördare Kai, som är den sista kvarvarande av Brunnen-G, den gamla rasen med romantiska krigare, som en föregångare till His Shadow utrotade för över 2000 år sedan.
Efter att ha dödat samtliga Astral-B rebeller och kastat kannibalen Giggerotta nerför Lexxs brygga svarar Kai på dödsropen från His Shadows föregångare, som håller på att bli mat åt en clusterödla. Föregångarnas hjärnor hålls vid liv som informationskällor och rådgivning åt den regerande His Shadow. När Kai nuddar en bit hjärna, hör han en sång som han känner igen. Han krossar hela hjärnan och utvinner därmed alla minnen ur den, även sina egna. Det är då den moraliska aspekten inträder i hans nuvarande livsform och han får en slags uppfattning om vad som är rätt och fel.
Med sin nyfunna agenda trotsar Kai sin gamle härskare och hjälper Stan och Zev att stjäla skeppet och fly från Cluster. Dessa tre och robothuvudet 790 blir sedan Lexx's besättning.
I säsong två är Hans Skugga död, och huvudpersonernas nye fiende är insekts/människo-hybriden Mantrid och hans flygande robotarmar. Dessutom har Zev i en olycka förvandlats till en skål med proteinsoppa, men hon har sedan återupplivats igen av Lyekka. Nu heter hon Xev och detta förefaller vara en seriös kandidat till bästa bortförklaring vid skådespelarbyte. 
Säsong tre utspelar sig helt och hållet på de två planeterna Eld och Vatten. Planeten Eld består enbart av öken och alla dess invånare plågas och dör av hettan. Planeten Vatten består enbart av vatten och befolkningen lever som i ett paradis. Sedan urminnes tider har de legat i krig med varandra, eftersom Eld vill att Vatten ska dela med sig. Ingen part har dock lyckats vinna, eftersom båda sidor är exakt lika starka. Givetvis vill båda planeterna åt Lexx, när hon råkar komma dit.
Säsong fyra utspelar sig i det mörka zonen, och för det mesta på Jorden, som till slut förstörs tillsammans med några andra planeter i solsystemet.
Seriens första två säsonger har i Sverige visats på TV4, och senare hela serien på TV4 Science Fiction.